# Le Plessis-Luzarches
Le Plessis-Luzarches é uma comuna francesa na região administrativa da Ilha de França, no departamento do Vale do Oise. Estende-se por uma área de 0.90 km². Em 2010 a comuna tinha 131 habitantes (densidade: 145,6 hab./km²).